# Municipio de Lippert
El municipio de Lippert (en inglés: Lippert Township) es un municipio ubicado en el condado de Stutsman en el estado estadounidense de Dakota del Norte. En el año 2010 tenía una población de 96 habitantes y una densidad poblacional de 1,03 personas por km².

## Geografía
El municipio de Lippert se encuentra ubicado en las coordenadas 46°51′24″N 98°52′21″O / 46.85667, -98.87250. Según la Oficina del Censo de los Estados Unidos, el municipio tiene una superficie total de 93.65 km², de la cual 92,58 km² corresponden a tierra firme y (1,15 %) 1,07 km² es agua.

## Demografía
Según el censo de 2010, había 96 personas residiendo en el municipio de Lippert. La densidad de población era de 1,03 hab./km². De los 96 habitantes, el municipio de Lippert estaba compuesto por el 95,83 % blancos y el 4,17 % eran de una mezcla de razas. Del total de la población el 0 % eran hispanos o latinos de cualquier raza.